# Ligue du Bien Public
De Ligue du Bien Public (Liga voor het Algemeen Welzijn) was een genootschap van hertogen en graven onder leiding van Karel de Stoute, graaf van Charolais en vanaf 1467 ook de hertog van Bourgondië. In de nasleep van de Honderdjarige Oorlog en de pogingen van koning Lodewijk XI van Frankrijk om zijn rijk meer te centraliseren, probeerden zij de macht van de koning in te perken en te streven naar meer onafhankelijkheid die zij ook genoten in het feodaal systeem. De naam geeft aan dat ze met hun zaak het welzijn van de hele natie op het oog hadden.

## Leden van de Ligue du Bien Public
- Karel, hertog van Berry, broer van koning Lodewijk XI
- Karel, graaf van Charolais, zoon en troonopvolger van de hertog van Bourgondië
- Frans II, hertog van Bretagne
- Jan II, hertog van Alençon
- Jan II, hertog van Bourbon
- Jan II, hertog van Lotharingen
- Jacob III van La Marche, hertog van Nemours
- Jan V, graaf van Armagnac
- Lodewijk van Luxemburg, graaf van Saint-Pol
- Karel II, graaf van Albret
- Jan van Orléans, graaf van Longueville, onwettige broer van de hertog van Orléans
- Antoon van Chabannes, graaf van Dammartin
- Frederik I, keurvorst van de Palts
- Jan I, hertog van Kleef
- de hertog van Beieren

## Resultaten
Zelden kwam het tussen beide partijen tot een militair conflict. Beide partijen rolden de spierballen en probeerden de tegenpartij tot toegevingen te dwingen en aanvankelijk leek de Ligue du Bien Public daar ook in te slagen. In 1465 probeerde Lodewijk XI de rebellerende hertog van Bourbon te breken waarop de graaf van Charolais Frankrijk binnenviel en na de onbesliste Slag bij Montlhéry Parijs belegerde. De twee kwamen tot een akkoord in de Vrede van Conflans, waarin de aanspraken van Bourgondië - die al waren vastgelegd in de Vrede van Atrecht - op de streek Picardië en de steden van de Somme werden versterkt. In hetzelfde verdrag werd Vlaanderen verlost uit het Franse leen en werd Karel de hand beloofd van Anna van Beaujeu, de dochter van Lodewijk XI. Als bruidsschat zou Karel het graafschap Champagne krijgen. Zover zou het echter nooit komen, want Lodewijk XI voerde zijn strijd diplomatiek voort en futselde voortdurend aan de trouw van de leden van het genootschap, door de belofte van adellijke titels, of door het uitvoeren van arrestaties. Toen Filips de Goede stierf en Karel de Stoute hertog werd van Bourgondië, dreigde deze om de alliantie met Engeland te hervatten, om zo de weerstand tegen de centralisatiepolitiek van Lodewijk XI opnieuw leven in blazen. 
In 1468 richtte hij een nieuwe liga op, met de Engelse koning Eduard IV, Karel van Berry en Jan II van Alençon. Hij versterkte zijn verbond door te trouwen met Margaretha van York. Reden genoeg voor de Franse koning om vredesbesprekingen te beginnen: heimelijk sloot hij een verdrag met de Engelse koning, met Bretagne en uiteindelijk ook met Bourgondië (Verdrag van Péronne). Tijdens deze onderhandelingen braken echter onlusten uit in Luik, en Karel verdacht Lodewijk, niet geheel onterecht, ervan achter deze opstand te zitten. Lodewijk XI werd gedwongen deel te nemen aan de strafexpeditie tegen Luik en moest een bestand ondertekenen. In 1472 verviel het bestand van Péronne en poogde Lodewijk XI nogmaals aan de onafhankelijkheid van het Bourgondische rijk te tornen. Karel plunderde Noord-Frankrijk en bereikte zo een status quo. Toen hij bij de Slag bij Nancy in 1477 om het leven kwam, was Lodewijk XI er snel bij om de Franse leengebieden in beslag te nemen.